# Treixedo e Nagozela
Treixedo e Nagozela (oficialmente: União das Freguesias de Treixedo e Nagozela) é uma freguesia portuguesa do município de Santa Comba Dão, com 19,62 km² de área e 1189 habitantes (censo de 2021). A sua densidade populacional é 60,6 hab./km².

## História
Foi criada aquando da reorganização administrativa de 2012/2013,  resultando da agregação das antigas freguesias de Treixedo e Nagozela.

## Demografia
A população registada nos censos foi:

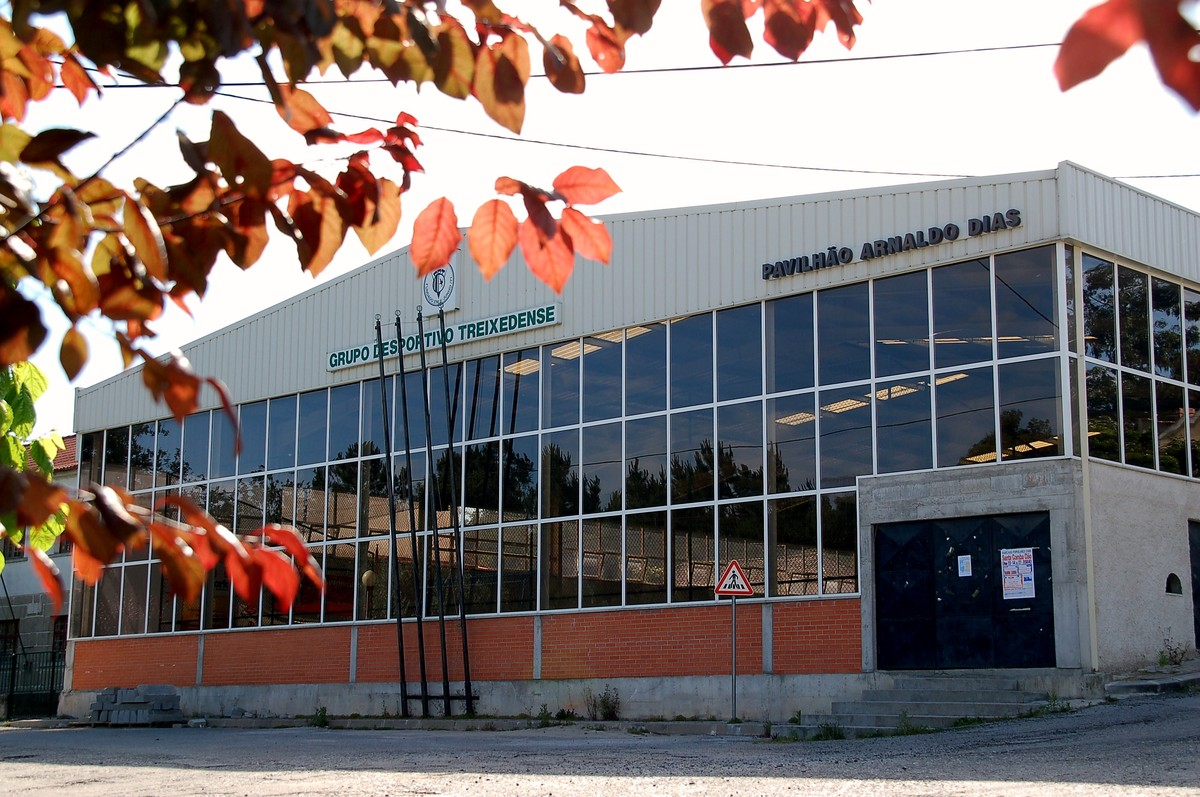
Pavilhão Arnaldo Dias

| Distribuição da População por Grupos Etários | Distribuição da População por Grupos Etários | Distribuição da População por Grupos Etários | Distribuição da População por Grupos Etários | Distribuição da População por Grupos Etários | Distribuição da População por Grupos Etários |
| -------------------------------------------- | -------------------------------------------- | -------------------------------------------- | -------------------------------------------- | -------------------------------------------- | -------------------------------------------- |
| Antes da agregação                           |                                              |                                              |                                              |                                              |                                              |
| Ano                                          | 0-14 anos                                    | 15-24 anos                                   | 25-64 anos                                   | >= 65 anos                                   | Total                                        |
| 2001                                         | 232                                          | 209                                          | 800                                          | 391                                          | 1632                                         |
| 2011                                         | 192                                          | 132                                          | 711                                          | 399                                          | 1434                                         |
| Após a agregação                             |                                              |                                              |                                              |                                              |                                              |
| Ano                                          | 0-14 anos                                    | 15-24 anos                                   | 25-64 anos                                   | >= 65 anos                                   | Total                                        |
| 2021                                         | 122                                          | 112                                          | 553                                          | 402                                          | 1189                                         |